# Wajeha al-Huwaider
Wajeha al-Huwaider (Arabisch: وجيهة الحويدر), geboren in 1962 of 1963, is een Saoedische activiste en schrijfster, die een belangrijke rol speelt in de campagnes tegen het mannelijk voogdijschap en voor het recht van vrouwen om auto te kunnen rijden, de campagne Women2Drive. Zij is medeoprichtster van de Association for the Protection and Defense of Women's Rights in Saudi Arabia.

## Activisme
Nadat Wajeha al-Huwaider in augustus 2003 een publicatieverbod kreeg in Saoedi-Arabië, werd ze internationaal bekend door het schrijven over vrouwenrechten.
In 2006 werd al-Huwaider gearresteerd nadat ze had gedemonstreerd door een bord met de tekst "Geef vrouwen hun rechten" te tonen. Voordat ze werd vrijgelaten, werd al-Huwaider gedwongen een verklaring te ondertekenen dat ze haar activisme zou staken en werd haar verboden om Saoedi-Arabië te verlaten. Het reisverbod werd later dat jaar opgeheven.
In 2008 kreeg ze internationale media-aandacht toen een video van haar autorit in Saoedi-Arabië op YouTube werd geplaatst; het was op dat moment in Saoedi-Arabië verboden voor vrouwen om auto te rijden. In 2007 diende ze een petitie in bij koning Abdullah die pleitte voor een einde aan het rijverbod voor vrouwen. Ze verzamelde handtekeningen voor de petitie op straat en via internet, ondanks intimidatie en het veelvuldig blokkeren van haar e-mailadres. Al-Huwaider voerde ook campagne tegen de voogdijwetten die mannelijke familieleden controle geven over het dagelijks leven van vrouwen, zoals bijvoorbeeld de toestemming om te reizen. In 2009 probeerde ze drie keer opzettelijk de grens met Bahrein over te steken zonder goedkeuring van haar mannelijke voogd. Ze werd op alle drie de vluchten geweigerd. Ze moedigde andere vrouwen aan hetzelfde te doen in protest tegen het mannelijke voogdijstelsel in het algemeen.

Een korte periode doorgebracht in de Verenigde Staten heeft haar beïnvloed om een feministische activiste te worden: 
 "Voordien wist ik dat ik een mens ben. In de Verenigde Staten voelde ik dit echter ook, omdat ik als een mens werd behandeld. Ik heb geleerd dat het leven niets betekent zonder vrijheid. Toen besloot ik om een echte vrouwenrechtenactiviste te worden, om vrouwen in mijn land te bevrijden en hen zich levend te laten voelen." 
In 2011 werd al-Huwaider samen met Fawzia al-Oyouni beschuldigd van ontvoering. Ze hadden geprobeerd Nathalie Morin te helpen reizen naar de Canadese ambassade in Riyad om zo uit de greep van haar gewelddadige echtgenoot te komen. De aanklacht werd ingetrokken na tussenkomst van een prominente politicus in de regio, maar een jaar later werden al-Huwaider en Fawzia al-Oyouni beschuldigd van 'takhbib' (het aanzetten tot een scheiding tussen een man en een vrouw). Op 15 juni 2013 werden al-Huwaider en al-Oyouni tot tien maanden gevangenisstraf veroordeeld, inclusief een reisverbod van twee jaar.